# اوبراین (۱۹۸۴)
اُبراین (به انگلیسی: O'Brien) نام خانوادگی یکی از شخصیت‌ها در کتاب ۱۹۸۴ نوشته جورج اورول است. در کتاب هرگز به نام کوچک او اشاره نشده‌است. او از اعضای کمیته مرکزی حزب است و چندین شغل و مسئولیت مهم بر عهده دارد.

## ویژگی‌های ظاهری
او در ابتدای کتاب این گونه معرفی و توصیف شده است:
اُبراین مردی تنومند و قوی‌هیکل، با صورتی زمخت، مضحک و خشن بود. اما بر خلاف ظاهر ناخوشایندش، ظرافت خاصی در رفتار داشت. بنا به عادت، عینکش را طوری روی بینی جابه‌جا می‌کرد که آرامش‌بخش و به طرز غیرقابل توصیفی متمدنانه به نظر می‌رسید.